# Đại học Công nghệ Vũ Hán
Đại học Công nghệ Vũ Hán (viết tắt WUT) là một trong những trường đại học quốc lập hàng đầu của Trung Quốc dưới sự quản lý trực tiếp của Bộ Giáo dục Trung Quốc; là một trong những trường đại học thuộc kế hoạch xây dựng các trường đại học đẳng cấp thế giới của Trung Quốc. Đại học Công nghệ Vũ Hán được thành lập vào ngày 27 tháng 5 năm 2000 từ việc sáp nhập ba trường đại học: Đại học Công nghệ Vũ Hán (1948), Đại học Giao thông Vũ Hán (1946) và Đại học Bách khoa Ô tô Vũ Hán (1958). Đại học này cũng được xây dựng bởi Bộ Giáo dục, Bộ Giao thông vận tải, Cục Quản lý Đại dương Quốc gia và Quản lý Nhà nước về Khoa học, Công nghệ và Công nghiệp Quốc phòng Trung Quốc. Trong 70 năm qua, WUT đã bồi dưỡng hơn 500.000 kỹ sư và kỹ thuật viên.